# Campeonato Uruguayo de Primera División 1917
El Campeonato Uruguayo 1917 constituyó el 17.º torneo de primera división del fútbol uruguayo organizado por la AUF.
El torneo consistió en un campeonato a dos ruedas de todos contra todos. En él participaron 10 equipos, entre los cuales saldría victorioso el Club Nacional de Football. Este fue el tercer título consecutivo para Nacional, por lo que obtendría su primera Copa en propiedad. También fue el segundo torneo que ganó en forma invicta.
Descendió el Club Atlético Defensor.

## Equipos participantes

### Relevos temporada anterior
| Club    | Ascendido como   |
| ------- | ---------------- |
| Charley | Segunda División |

### Datos de los equipos
| Club                 | Ciudad     | Estadio             | Capacidad | Fundación                | Temporadas | Temporadas Consecutivas | Títulos | 1916 |
| -------------------- | ---------- | ------------------- | --------- | ------------------------ | ---------- | ----------------------- | ------- | ---- |
| Central              | Montevideo |                     |           | 5 de enero de 1905       | 8          | 8                       | -       | 4°   |
| Charley              | Montevideo |                     |           | 12 de febrero de 1914    | -          | -                       | -       | -    |
| Defensor             | Montevideo |                     |           | 15 de marzo de 1913      | 2          | 2                       | -       | 8°   |
| Dublin               | Montevideo |                     |           |                          | 6          | 1                       | -       | 7°   |
| Nacional             | Montevideo | Gran Parque Central | 15.000    | 14 de mayo de 1899       | 15         | 15                      | 5       | 1°   |
| Peñarol / CURCC      | Montevideo | Las Acacias         | 7.000     | 28 de septiembre de 1891 | 16         | 16                      | 5       | 2°   |
| Reformers            | Montevideo |                     |           | 5 de marzo de 1909       | 4          | 4                       | -       | 9°   |
| River Plate          | Montevideo | Camino Millán       |           | 1897                     | 10         | 10                      | 4       | 5°   |
| Universal            | Montevideo | Field de Universal  |           | 25 de mayo de 1907       | 5          | 5                       | -       | 6°   |
| Montevideo Wanderers | Montevideo | Belvedere           | 7.780     | 15 de agosto de 1902     | 13         | 13                      | 2       | 3°   |

Notas: Los datos estadísticos corresponden a los campeonatos uruguayos oficiales. Las fechas de fundación son las declaradas por cada club. La columna «Estadio» refleja el estadio donde el equipo más veces juega de local, pero no indica que sea su propietario. Véase también: Estadios de fútbol de Uruguay.

## Tabla de posiciones
|  | Pos. | Equipos              |  | PJ | PG | PE | PP | GF | GC | Dif. | Pts. |
|  | ---- | -------------------- |  | -- | -- | -- | -- | -- | -- | ---- | ---- |
|  | 1    | Nacional             |  | 18 | 16 | 2  | 0  | 47 | 3  | +44  | 34   |
|  | 2    | Peñarol              |  | 18 | 15 | 2  | 1  | 33 | 10 | +23  | 32   |
|  | 3    | Universal            |  | 18 | 8  | 5  | 5  | 24 | 18 | +6   | 21   |
|  | 4    | Montevideo Wanderers |  | 18 | 6  | 5  | 7  | 17 | 16 | +1   | 19   |
|  | 5    | River Plate F. C.    |  | 18 | 5  | 5  | 8  | 18 | 27 | -9   | 15   |
|  | 6    | Dublin               |  | 18 | 6  | 2  | 10 | 22 | 28 | -6   | 14   |
|  | 7    | Central              |  | 18 | 4  | 6  | 8  | 14 | 23 | -9   | 14   |
|  | 8    | Charley              |  | 18 | 5  | 3  | 10 | 11 | 24 | -13  | 13   |
|  | 9    | Reformers            |  | 18 | 3  | 5  | 10 | 9  | 23 | -14  | 11   |
|  | 10   | Defensor             |  | 18 | 2  | 7  | 9  | 9  | 28 | -19  | 11   |

|  | Campeón uruguayo. |
|  | Desciende.        |

|                                            |
| Uruguay                                    |
| Campeón Uruguayo 1917 Nacional 6.to título |

### Equipos clasificados

#### Copa Aldao 1917
|   | Equipo   | Clasificación como                   |
| - | -------- | ------------------------------------ |
| 1 | Nacional | Campeón del Campeonato Uruguayo 1917 |